# Новые Дубяги
Новые Дубяги — деревня в Гдовском районе Псковской области России. Входит в состав Чернёвской волости.
Расположена в 16 км к юго-востоку от волостного центра Чернёво и в 45 км к юго-востоку от Гдова. На берегу Дубягского озера.

## Население
Численность населения деревни на 2000 год составляла 12 человек